# Ballolli, Indi
Ballolli là một làng thuộc tehsil Indi, huyện Bijapur, bang Karnataka, Ấn Độ.